# Grupa Actéon
Grupa Actéon (Groupe Actéon) – grupa niewielkich atoli pochodzenia wulkanicznego należących do archipelagu Tuamotu w Polinezji Francuskiej. Grupa Actéon składa się z czterech atoli: Maturei Vavao, Tenararo, Tenarunga i Vahanga.